# Фотон Лаймана — Вернера
Фото́н Ла́ймана-Ве́рнера — ультрафиолетовый фотон, фотонная энергия которого находится в диапазоне от 11,2 до 13,6 эВ, что соответствует энергетическому диапазону полос поглощения молекулярного водорода (H2), открытых Лайманом и Вернером. Фотон в этом диапазоне энергий с частотой, совпадающей с частотой одной из линий Лаймана или Вернера, может поглощаться H2, переводя молекулу в возбуждённое электронное состояние. Радиационный распад (то есть распад на фотоны) из такого возбуждённого состояния происходит быстро, причём примерно 15 % этих распадов происходят в колебательном континууме (в сплошной колебательной среде) молекулы, что приводит к её диссоциации. Данный двухступенчатый процесс фотодиссоциации, известный как процесс Соломона, является одним из основных механизмов разрушения молекулярного водорода в межзвёздной среде.

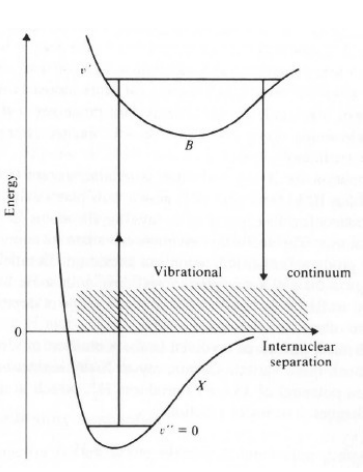
электронные и колебательные уровни молекулы водорода

В соответствии с приведённым графиком, фотоны Лаймана-Вернера испускаются, как описано ниже:
- Поглощение света молекулой водорода может происходить в дальней ультрафиолетовой области спектра (11.2эВ<энергия фотона<13.6эВ). Молекула водорода способна осуществлять переход из основного электронного состояния X в возбуждённое состояние B (Лайман) или C (Вернер).
- Радиационный распад происходит быстро.
- 10-15 % распадов происходят в вибрационном континууме. Это означает, что молекула водорода диссоциировала.
- Фрагменты фотодиссоциации уносят часть энергии фотона в виде кинетической энергии, нагревая газ.
- Остальные распады — это либо радиационный распад (инфракрасное излучение), либо столкновительный распад, приводящий к нагреву газа.